# کانادا در المپیک تابستانی ۱۹۹۲
کانادا در بازی‌های المپیک تابستانی ۱۹۹۲ که در شهر بارسلونا برگزار شد، کاروان کانادا با ۲۹۵ ورزشکار در این رقابت‌ها شرکت کرد و موفق به کسب ۱۸ مدال (۷ طلا، ۴ نقره، ۷ برنز) شد. در جدول رتبه‌بندی توزیع مدال‌ها، کانادا در ردهٔ ۱۱ مسابقات قرار گرفت.